# (4827) Dares
(4827) Dares ist ein Asteroid aus der Gruppe der Jupiter-Trojaner. Damit werden Asteroiden bezeichnet, die auf den Lagrange-Punkten auf der Bahn des Jupiter um die Sonne laufen. (4827) Dares wurde am 17. August 1988 von der US-amerikanischen Astronomin Carolyn Shoemaker entdeckt. Er ist dem Lagrangepunkt L5 zugeordnet.
Benannt ist der Asteroid nach Dares, einem trojanischen Faustkämpfer und Gefährten des Aeneas.